# Skënder Rizaj
Skender Rizaj (ur. 14 marca 1930 w Peciu, zm. 28 listopada 2021) – kosowski historyk i nauczyciel, pierwszy doktor nauk historycznych w Kosowie. Był autorem ponad 300 prac naukowych i kilkudziesięciu monografii.

## Życiorys
W 1947 roku ukończył szkołę pedagogiczną w Prizrenie. Podczas nauki w tej szkole działał w antykomunistycznej organizacji Besa Kombëtare. W latach 1948–1952 i 1956-1961 pracował jako nauczyciel w Peciu i jego okolicach. W roku 1956 lub 1957 ukończył studia filozoficzno-historyczne na Uniwersytecie w Skopje i następnie skończył studia podyplomowe na Uniwersytecie w Sarajewie, gdzie w 1965 roku obronił pracę doktorską na temat górnictwa w na terenie Kosowa w okresie od XV do XVII wieku.
Swoją pracę naukową rozpoczął w 1961 w archiwum, gdzie pracował przez 2 lata. Następnie w latach 1965-1987 pracował na Wydziale Filozoficznym Uniwersytetu w Prisztinie, po czym przeszedł na emeryturę.
W swojej karierze zawodowej Rizaj prowadził badania naukowe w archiwach i bibliotekach na terenie Jugosławii, Albanii, Włoch, Niemiec, Turcji i Anglii.
W latach 1989–1990 pracował w tureckich archiwach, gdzie był zatrudniony przez Naczelną Dyrekcję Archiwów Państwowych Rządu Tureckiego.